# Joncy
Joncy és un municipi francès, situat al departament de Saona i Loira i a la regió de Borgonya - Franc Comtat. L'any 2007 tenia 516 habitants.

## Demografia

### Població
El 2007 la població de fet de Joncy era de 516 persones. Hi havia 227 famílies, de les quals 93 eren unipersonals (20 homes vivint sols i 73 dones vivint soles), 65 parelles sense fills, 53 parelles amb fills i 16 famílies monoparentals amb fills.
La població ha evolucionat segons el següent gràfic:
Habitants censats

### Habitatges
El 2007 hi havia 354 habitatges, 232 eren l'habitatge principal de la família, 98 eren segones residències i 25 estaven desocupats. 292 eren cases i 33 eren apartaments. Dels 232 habitatges principals, 123 estaven ocupats pels seus propietaris, 91 estaven llogats i ocupats pels llogaters i 17 estaven cedits a títol gratuït; 31 tenien una cambra, 19 en tenien dues, 39 en tenien tres, 64 en tenien quatre i 78 en tenien cinc o més. 186 habitatges disposaven pel capbaix d'una plaça de pàrquing. A 108 habitatges hi havia un automòbil i a 65 n'hi havia dos o més.

### Piràmide de població
La piràmide de població per edats i sexe el 2009 era:
| Homes | Edats   | Dones |
| ----- | ------- | ----- |
| 0     | 95 o +  | 0     |
| 0     | 90 a 94 | 4     |
| 12    | 85 a 89 | 12    |
| 4     | 80 a 84 | 8     |
| 20    | 75 a 79 | 16    |
| 12    | 70 a 74 | 20    |
| 8     | 65 a 69 | 16    |
| 4     | 60 a 64 | 16    |
| 4     | 55 a 59 | 0     |
| 16    | 50 a 54 | 12    |
| 8     | 45 a 49 | 20    |
| 16    | 40 a 44 | 12    |
| 12    | 35 a 39 | 8     |
| 20    | 30 a 34 | 20    |
| 24    | 25 a 29 | 20    |
| 12    | 20 a 24 | 4     |
| 8     | 15 a 19 | 4     |
| 28    | 10 a 14 | 8     |
| 8     | 5 a 9   | 20    |
| 16    | 0 a 4   | 20    |

## Economia
El 2007 la població en edat de treballar era de 283 persones, 221 eren actives i 62 eren inactives. De les 221 persones actives 211 estaven ocupades (122 homes i 89 dones) i 10 estaven aturades (4 homes i 6 dones). De les 62 persones inactives 12 estaven jubilades, 18 estaven estudiant i 32 estaven classificades com a «altres inactius».

### Ingressos
El 2009 a Joncy hi havia 232 unitats fiscals que integraven 501,5 persones, la mediana anual d'ingressos fiscals per persona era de 14.725 €.

### Activitats econòmiques
Dels 30 establiments que hi havia el 2007, 1 era d'una empresa extractiva, 2 d'empreses alimentàries, 1 d'una empresa de fabricació d'altres productes industrials, 7 d'empreses de construcció, 4 d'empreses de comerç i reparació d'automòbils, 2 d'empreses de transport, 1 d'una empresa d'hostatgeria i restauració, 3 d'empreses financeres, 1 d'una empresa immobiliària, 2 d'empreses de serveis, 5 d'entitats de l'administració pública i 1 d'una empresa classificada com a «altres activitats de serveis».
Dels 14 establiments de servei als particulars que hi havia el 2009, 1 era una gendarmeria, 1 oficina de correu, 2 oficines bancàries, 1 taller de reparació d'automòbils i de material agrícola, 2 guixaires pintors, 2 fusteries, 2 lampisteries, 1 electricista, 1 perruqueria i 1 agència immobiliària.
Dels 3 establiments comercials que hi havia el 2009, 1 era una botiga de més de 120 m², 1 una botiga de menys de 120 m² i 1 una fleca.
L'any 2000 a Joncy hi havia 14 explotacions agrícoles que ocupaven un total de 784 hectàrees.

## Equipaments sanitaris i escolars
El 2009 hi havia 1 farmàcia i 1 ambulància.
El 2009 hi havia 2 escoles elementals.

## Poblacions més properes
El següent diagrama mostra les poblacions més properes.